# Plagioscion surinamensis
Plagioscion surinamensis és una espècie de peix de la família dels esciènids i de l'ordre dels perciformes.

## Morfologia
- Els mascles poden assolir 70 cm de longitud total.[5][6]

## Alimentació
Menja peixos.

## Hàbitat
És un peix de clima tropical i bentopelàgic.

## Distribució geogràfica
Es troba a Sud-amèrica: conques dels rius Amazones i Magdalena, i rius costaners de Surinam.

## Ús comercial
És important com a aliment per als humans.

## Observacions
És inofensiu per als humans.